# مصلحان (قلعه خلیفه)
مصلحان (قلعه خلیفه)، روستایی از توابع بخش زند شهرستان ملایر در استان همدان ایران است.

## جمعیت
این روستا در دهستان کمازان سفلی قرار دارد و براساس سرشماری مرکز آمار ایران در سال ۱۳۹۵، جمعیت آن ۴۶۵ نفر (۱۵۸خانوار) بوده‌است.